# Elizabeth Arden
Elizabeth Arden właśc. Florence Nightingale Graham (ur. 31 grudnia 1878 w Woodbridge, zm. 18 października 1966 w Nowym Jorku) – amerykańska bizneswoman, założycielka i właścicielka firmy kosmetycznej Elizabeth Arden.

## Życiorys
Urodziła się 31 grudnia 1878 w Kanadzie jako Florence Nightingale Graham – czwarte z pięciorga dzieci Williama i Susan Tadd Graham. Jej rodzice przybyli do Kanady z Wielkiej Brytanii, skąd wyemigrowali zaraz po ślubie. Matka zmarła, kiedy Arden miała pięć lat. Z powodu trudności finansowych Arden nie mogła ukończyć szkoły średniej, utrzymywała się z pracy jako pomoc dentystyczna, kasjerka czy stenotypistka. 
W 1908 podjęła pracę biurową w przedsiębiorstwie Eleanor Adair – pionierki salonów piękności na rynku amerykańskim. Arden praktykowała u Adair w zakresie pielęgnacji twarzy i szybko zaczęła dążyć do stworzenia własnej firmy. W 1909, w wieku trzydziestu lat, przeniosła się za bratem Williamem do Nowego Jorku, gdzie wraz z Elizabeth Hubbard otworzyła salon piękności przy Piątej Alei (ang. Fifth Avenue). Jednak partnerki nie mogły dojść do porozumienia w kwestii prowadzenia firmy i wkrótce zakończyły współpracę. Arden zatrzymała salon, a za pieniądze pożyczone od brata dokonała daleko idących zmian w wystroju wnętrz. Wtedy też, zainspirowana wierszem Alfreda Tennysona Enoch Arden, nazwała swój nowy salon "Arden", a ponieważ na drzwiach widniał jeszcze stary napis z imieniem i nazwiskiem jej byłej partnerki, zamieniła słowo "Hubbard" na "Arden", tworząc "Elizabeth Arden". Sama również zaczęła używać tego imienia i nazwiska.
Arden szybko rozpoznała nowe możliwości przemysłu kosmetycznego, wprowadzając do swojego salonu kosmetyki do makijażu jako produkty do pielęgnacji twarzy. W 1914, nie zważając na trwającą w Europie wojnę udała się do Paryża, gdzie przetestowała zabiegi pielęgnacyjne do twarzy w tamtejszych salonach – już wtedy miała się bardzo pozytywnie wypowiadać na temat zakładu prowadzonego przez Helenę Rubinstein. Po powrocie do Stanów Zjednoczonych, jeszcze w tym samym roku, Arden otworzyła dwa nowe salony w Waszyngtonie i Bostonie, a w 1915 nowy większy zakład przy Piątej Alei w Nowym Jorku. Jej działalność skupiała się na dobieraniu klientkom odpowiedniego makijażu oraz na sprzedaży kremów do twarzy i innych kosmetyków – m.in. wprowadziła wiele produktów innowacyjnych, np. krem Amoretta (mniej tłusty niż inne preparaty na rynku) czy szminki dobierane pod kolor cery, a nawet ubrania. W 1915 Arden wyszła za mąż za urzędnika bankowego Thomasa Jenkinsa Lewisa, który zajął się działalnością usługową salonów Arden. 
W 1922 Arden otworzyła swój pierwszy zakład w Paryżu. Stopniowo poszerzała zakres świadczonych usług i asortymentu kosmetyków, wprowadzając usługi fryzjerskie, doradztwo w zakresie żywienia i ćwiczeń gimnastycznych. Sprzedaż kosmetyków zaczęła przynosić więcej zysków niż działalność usługowa, która wkrótce zaczęła przynosić straty. Firma Arden nadal się jednak rozwijała, pomimo kryzysu. W latach 30., przez krótki czas, Arden finansowała program radiowy. W owym czasie otworzyła również ośrodek kosmetyczno-zdrowotny w Maine Chance Farm – kolejny został otwarty w 1947 w Phoenix (Arizona). 
W 1934 Arden rozwiodła się z Lewisem, by w 1942 poślubić rosyjskiego emigranta księcia Michaela Evlanoffa, z którym wzięła rozwód w 1944. 
W latach 50. roczna sprzedaż kosmetyków Arden osiągnęła 60 milionów dolarów. Jeszcze w latach 40. Arden zainteresowała się hodowlą koni wyścigowych – w 1945 jej źrebaki przyniosły zysk pół miliona dolarów, a w 1947 koń z jej stajni wygrał Kentucky Derby. 
Arden zmarła 18 października 1966 w Nowym Jorku, a jej firma została sprzedana Eli Lilly and Company.